# メトロのように
「メトロのように」は、SILVAの10枚目のシングル、2002年1月23日発売。

## 収録曲
1. メトロのように
  - 作詞：SILVA 作曲：広瀬香美 編曲：高橋圭一
2. Mr.Winter
  - 作詞・作曲：SILVA 編曲：井上ヨシマサ

フジテレビ系「笑う犬の発見」エンディングテーマ
3. メトロのように（Instrumental）
4. Mr.Winter（Instrumental）

| スタブアイコン | サブスタブ | この項目は、まだ閲覧者の調べものの参照としては役立たない、シングルに関連した書きかけの項目です。この項目を加筆・訂正などしてくださる協力者を求めています（P:音楽/PJ:楽曲）。 |